# Berezovka (Krasnoiarsk)
|  | Per a altres significats, vegeu «Berezovka». |

Berezovka (en rus: Березовка) és un poble del krai de Krasnoiarsk, a Rússia, segons el cens del 2010 tenia 609 habitants. Pertany al districte municipal d'Àban.